# Operette di Johann Strauss (figlio)
Questo è l'elenco completo delle operette scritte dal compositore austriaco Johann Strauss (figlio).

## Operette di Strauss
| Titolo                        | Titolo in italiano                  | Numero atti         | Libretto                                                                                       | Prima rappresentazione        | Luogo e teatro                                     |
| ----------------------------- | ----------------------------------- | ------------------- | ---------------------------------------------------------------------------------------------- | ----------------------------- | -------------------------------------------------- |
| Die lustigen Weiber von Wien  | Le allegre comari di Vienna         | 3 atti              | Josef Braun                                                                                    | incompiuta, composta nel 1868 |                                                    |
| Romulus                       | Romolo                              |                     |                                                                                                | incompiuta, composta nel 1871 |                                                    |
| Indigo und die vierzig Räuber | Indigo e i quaranta ladroni         | 3 atti              | M. Steiner                                                                                     | 10 febbraio 1871              | Vienna, Theater an der Wien                        |
| Der Karneval in Rom           | Il carnevale a Roma                 | 3 atti              | Josef Braun e C. Lindau                                                                        | 1º marzo 1873                 | Vienna, Theater an der Wien                        |
| Die Fledermaus                | Il Pipistrello                      | 3 atti              | Carl Haffner e Richard Genée, da Le réveillon di Henri Meilhac e Ludovic Halévy                | 5 aprile 1874                 | Vienna, Theater an der Wien                        |
| Cagliostro in Wien            | Cagliostro a Vienna                 | 3 atti              | F. Zell e Richard Genée                                                                        | 27 febbraio 1875              | Vienna, Theater an der Wien                        |
| Prinz Methusalem              | Principe Matusalemme                | 3 atti              | C. Treumann                                                                                    | 3 gennaio 1877                | Vienna, Carltheater                                |
| Blindekuh                     | Mosca ceca                          | 3 atti              | R. Kneisel                                                                                     | 18 dicembre 1878              | Vienna, Theater an der Wien                        |
| Das Spitzentuch der Königin   | Il fazzoletto di pizzo della regina | 3 atti              | H. Bohrmann-Riegen e Richard Genée                                                             | 1º ottobre 1880               | Vienna, Theater an der Wien                        |
| Der lustige Krieg             | L'allegra guerra                    | 3 atti              | F. Zell e Richard Genée                                                                        | 25 novembre 1881              | Vienna, Theater an der Wien                        |
| Eine Nacht in Venedig         | Una notte a Venezia                 | 3 atti              | F. Zell e Richard Genée, da Château Trompette di E. Cormon e M. Carré                          | 3 ottobre 1883                | Berlino, Neues Friedrich Wilhelmstadisches Theater |
| Der Zigeunerbaron             | Lo zingaro barone                   | 3 atti              | Ignaz Schnitzer, da Sáffi di Mór Jókai                                                         | 24 ottobre 1885               | Vienna, Theater an der Wien                        |
| Der Schelm von Bergen         | Il furfante di Bergen               |                     | Ignaz Schnitzer                                                                                | incompiuta, composta nel 1886 |                                                    |
| Simplicius                    | Simplicius                          | Un prologo e 2 atti | Victor Léon, da Der abenteuerliche Simplicissimus di Hans Jakob Christoffel von Grimmelshausen | 17 dicembre 1887              | Vienna, Theater an der Wien                        |
| Fürstin Ninetta               | Principessa Ninetta                 | 3 atti              | H. Wittmann e J. Bauer                                                                         | 10 gennaio 1893               | Vienna, Theater an der Wien                        |
| Jabuka                        | Jabuka, la festa delle mele         | 3 acts              | M. Kalbeck e G. Davis                                                                          | 12 ottobre 1894               | Vienna, Theater an der Wien                        |
| Waldmeister                   | Asperula                            | 3 atti              | G. Davis                                                                                       | 4 dicembre 1895               | Vienna, Theater an der Wien                        |
| Die Göttin der Vernunft       | La dea della ragione                | 3 atti              | A. M. Willner e B. Buchbinder                                                                  | 13 marzo 1897                 | Vienna, Theater an der Wien                        |

## Operette arrangiate da altri compositori utilizzando musiche di Johann Strauss
- Le reine Indigo, operetta in 3 atti (1875)
- La tzigane, operetta in 3 atti (1877)
- Wiener Blut, operetta in 3 atti, arrangiata da Adolf Müller jr. (1899)
- Gräfin Pepi, operetta in 3 atti, arrangiata da E. Reiterer (1902)
- Tausend und eine nacht, operette in un prelude e 2 atti, arrangiata da E. Reiterer (1906)
- Reiche Mädchen, operetta in 3 atti (1909)
- Der blaue Held, operetta in 3 atti (1912)
- Faschingshochzeit, operetta arrangiata da J. Klein (1921)
- Casanova, operette in 7 scene, arrangiata da Ralph Benatzky (1928)
- Walzer aus Wien, operetta in 2 atti, arrangiata da J. Bittner e Erich Wolfgang Korngold (1930)